# Halászi
Halászi är en ort i Ungern.   Den ligger i provinsen Győr-Moson-Sopron, i den västra delen av landet, 130 km väster om huvudstaden Budapest. Halászi ligger 119 meter över havet och antalet invånare är 2 850.
Terrängen runt Halászi är mycket platt. Runt Halászi är det ganska tätbefolkat, med 120 invånare per kvadratkilometer. Närmaste större samhälle är Mosonmagyaróvár, 4,8 km sydväst om Halászi. Trakten runt Halászi består till största delen av jordbruksmark.